# TLC: Tables, Ladders & Chairs 2013
TLC: Tables, Ladders & Chairs 2013 è stata la quinta edizione dell'omonimo evento in pay-per-view prodotto annualmente dalla WWE. L'evento si è svolto il 15 dicembre 2013 al Toyota Center di Houston (Texas).
L'evento è principalmente ricordato per l'unificazione dei due titoli mondiali (WWE Championship e World Heavyweight Championship).

## Storyline
La rivalità principale dell'evento è quella tra il World Heavyweight Champion John Cena e il WWE Champion Randy Orton. Fin da SummerSlam, Orton è stato impegnato in una faida con Daniel Bryan per il WWE Championship che, data la sua alleanza con l'Authority (Triple H e Stephanie McMahon), è riuscito a riconquistare a Hell in a Cell sconfiggendo proprio lo stesso Bryan in un Hell in a Cell match anche grazie all'aiuto dell'arbitro speciale Shawn Michaels. Tuttavia, col passare del tempo, all'Authority sono sorti dei dubbi riguardo alla capacità di Orton di vincere i match senza il loro aiuto. Per dimostrare che era ancora il loro "volto della WWE", Orton è stato dunque costretto a difendere il suo titolo contro Big Show a Survivor Series. Il 24 novembre, a Survivor Series, Orton ha difeso con successo il WWE Championship contro Big Show grazie, però, all'ennesima interferenza di Triple H; mentre John Cena ha sconfitto Alberto Del Rio, mantenendo così il World Heavyweight Championship. Dopo la vittoria di Orton a Survivor Series, Cena è arrivato sul ring con il suo titolo, provocando Orton, e i due hanno poi alzato i loro rispettivi titoli. La notte successiva, a Raw, Triple H ha annunciato che Orton avrebbe affrontato Cena a TLC in un Tables, Ladders and Chairs match, con il WWE Championship e il World Heavyweight Championship in palio, ed il vincitore di tale incontro sarebbe poi diventato il "campione dei campioni". All'evento, è stato annunciato che il nome dei titoli unificati sarà "WWE World Heavyweight Championship" (il quale diventerà in seguito il nuovo ed unico titolo mondiale della federazione).
Dalla fine di ottobre, CM Punk e Daniel Bryan sono stati entrambi aggrediti dalla misteriosa Wyatt Family (Bray Wyatt, Luke Harper e Erick Rowan). Il 24 novembre, a Survivor Series, Punk e Bryan hanno sconfitto Harper e Rowan. La sera seguente, a Raw, Bryan è stato "rapito" (kayfabe) dalla Wyatt Family, mentre Punk è stato vittima di un'imboscata dello Shield (Dean Ambrose, Seth Rollins e Roman Reigns). Nella puntata di Raw del 2 dicembre Punk, credendo che l'aggressione subìta da parte dello Shield fosse stata architettata dall'Authority (Triple H, Stephanie McMahon e Kane), ha chiesto spiegazioni a Triple H il quale, però, ha negato le accuse di Punk. In seguito il direttore operativo, ovvero Kane, dopo essere stato insultato da Punk, ha sancito che proprio lo stesso Punk avrebbe dovuto affrontare tutti i tre membri dello Shield in un 3-on-1 Handicap match a TLC. Inoltre, nella stessa sera, dopo aver sconfitto Erick Rowan, anche Bryan è stato messo in un 3-on-1 Handicap match da Kane per affrontare tutti e tre i membri della Wyatt Family a TLC .
A Survivor Series, il Team Total Divas (Natalya, le Bella Twins, le Funkadactyls, JoJo e Eva Marie) ha sconfitto il Team True Divas (la Divas Champion AJ Lee, Tamina Snuka, Kaitlyn, Alicia Fox, Aksana, Rosa Mendes e Summer Rae) dopo che Natalya ha eliminato per ultima AJ. Nella puntata di Raw del 2 dicembre Natalya ha schienato AJ, portando alla vittoria il suo team in un rematch. Dopo questa serie di vittorie non titolate, è stato annunciato che AJ avrebbe difeso il WWE Divas Championship contro Natalya a TLC.
A Survivor Series, Big E Langston ha difeso con successo l'Intercontinental Championship contro Curtis Axel. Nella puntata di Raw del 9 dicembre Damien Sandow ha sconfitto Santino Marella, ottenendo così un match per il titolo intercontinentale di Langston a TLC.
Nella puntata di Raw del 9 dicembre è stato annunciato un match tra Fandango e Dolph Ziggler per il Pre-Show di TLC.
Nella puntata di Raw del 21 ottobre Kofi Kingston e The Miz sono stati sconfitti dai Real Americans (Antonio Cesaro e Jack Swagger); al termine del match Miz ha brutalmente attaccato Kingston, effettuando un turn heel. Il 24 novembre, nel Pre-show di Survivor Series, Miz ha sconfitto Kingston. In seguito è stato annunciato un No Disqualification match tra i due per TLC.
Nella puntata di SmackDown del 13 dicembre è stato annunciato che Cody Rhodes e Goldust avrebbero difeso il WWE Tag Team Championship a TLC in un Fatal 4-Way Tag Team match contro i Real Americans, i RybAxel (Ryback e Curtis Axel) e Big Show e Rey Mysterio.

## Risultati
| #       | Incontri                                                                                                   | Stipulazioni                                                   | Durata |
| ------- | --- | -------------------------------------------------------------- | ------ |
| Kickoff | Fandango (con Summer Rae) ha sconfitto Dolph Ziggler                                                       | Single match                                                   | 04:21  |
| 1       | CM Punk ha sconfitto lo Shield                                                                             | Three-on-one handicap match                                    | 13:42  |
| 2       | AJ Lee (c) (con Tamina) ha sconfitto Natalya                                                               | Single match per il WWE Divas Championship                     | 06:35  |
| 3       | Big E (c) ha sconfitto Damien Sandow                                                                       | Single match per il WWE Intercontinental Championship          | 06:28  |
| 4       | Cody Rhodes e Goldust (c) hanno sconfitto Big Show e Rey Mysterio, Curtis Axel e Ryback e i Real Americans | Fatal four-way tag team match per il WWE Tag Team Championship | 21:05  |
| 5       | R-Truth (con Xavier Woods) ha sconfitto Brodus Clay (con Cameron e Naomi)                                  | Single match                                                   | 06:02  |
| 6       | Kofi Kingston ha sconfitto The Miz                                                                         | No-disqualification match                                      | 08:02  |
| 7       | La Wyatt Family ha sconfitto Daniel Bryan                                                                  | Three-on-one handicap match                                    | 12:24  |
| 8       | Randy Orton (WWE Champion) ha sconfitto John Cena (World Heavyweight Champion)                             | Tables, ladders and chairs championship unification match      | 24:36  |

Fatal four-way tag team elimination match
| Eliminati | Team                          | Eliminati da            |
| --------- | ----------------------------- | ----------------------- |
| 1i        | Curtis Axel e Ryback          | Cody Rhodes e Goldust   |
| 2i        | Antonio Cesaro e Jack Swagger | Big Show e Rey Mysterio |
| 3i        | Big Show e Rey Mysterio       | Cody Rhodes e Goldust   |
| Vincitori | Cody Rhodes e Goldust         | Cody Rhodes e Goldust   |